# 立川陸軍航空整備学校
立川陸軍航空整備学校（たちかわりくぐんこうくうせいびがっこう）とは、東京府立川市に設立された大日本帝国陸軍の教育機関（軍学校）のひとつである。

## 概要
1943年8月、昭和18年3月27日軍令陸第10号により陸軍立川飛行場（現：立川飛行場）に陸軍航空総監部隷下の立川陸軍航空整備学校が設置された。
本校の目的は、学生に火器の装備を含む航空兵器の整備・補給に関する教育、整備補給に関する調査・研究、整備用兵器・資材の研究試験などである。将校学生は年一回、下士官学生は年二回の入校であった。
戦局の悪化に伴い、1944年6月、立川教導航空整備師団に改編された。

## 沿革
- 1943年（昭和18年）8月1日 - 立川陸軍航空整備学校を設置。
- 1944年（昭和19年）6月20日 - 立川教導航空整備師団に改編。

## 教育課程
甲種学生
- 対象 航空関係兵科少佐・大尉、航技少佐・大尉。
- 修得内容 航空兵器の整備補給に関する技能・知識。

乙種学生
- 対象 陸軍航空士官学校生徒の課程を卒業した尉官。
- 修得内容 航空兵器の整備に必要な技能・知識。

丙種学生
- 対象 陸軍航空士官学校学生の課程を卒業した尉官。
- 修得内容 航空兵器の整備に必要な技能・知識。

航技学生
- 対象 航技尉官
- 修得内容 航空兵器の整備に必要な技能・知識。

特殊学生
- 対象 航空関係尉官
- 修得内容 機関・電機・計器・火器の修理、工作等に必要な技能・知識。

武装学生
- 対象 航空関係兵科尉官
- 修得内容 飛行機の武装に必要な技能・知識。

下士官学生
- 対象 航空関係下士官
- 修得内容 航空兵器の整備、飛行機の武装に必要な技能・知識。

## 歴代校長
- 加藤尹義 少将：1943年8月2日 -
- 仁村俊 少将：1944年6月20日 -
- 山口槌夫 少将：1945年2月20日 -